# Survey of India

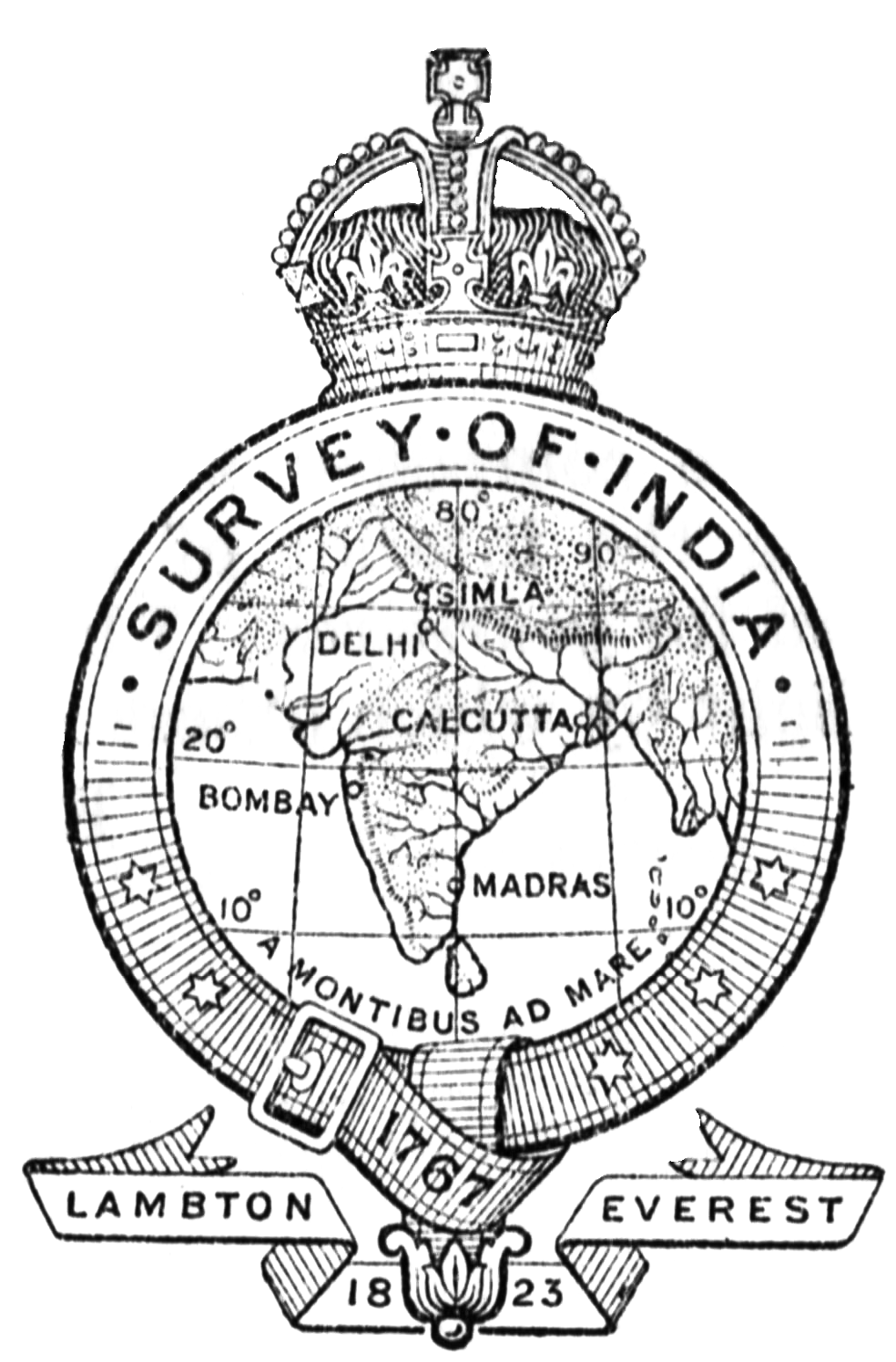
Logo van de Survey of India tot circa 1923

De Survey of India is een ingenieursbureau van de regering van India, belast met geodesie (landmeten), het produceren van kaarten en andere geografische taken. Het is gevestigd in de stad Dehradun in het noorden van India.
De Survey werd in 1767 opgericht onder verantwoordelijkheid van de Britse Oost-Indische Compagnie en is als zodanig het oudste wetenschappelijke instituut van de regering van India. In het begin had de dienst voornamelijk als taak de (nieuwe) koloniale bezittingen te verkennen en er natuurgetrouwe kaarten van te vervaardigen. In de negentiende eeuw was het verantwoordelijk voor het uitvoeren van de Great Trigonometrical Survey, een project dat als doel had het hele subcontinent met wiskundige precisie op te meten en in kaart te brengen. Deze operatie werd opgezet door de Britse militair en geograaf William Lambton. Naar de opvolger van Lambton als hoofd van dit project, George Everest, is de hoogste berg op aarde genoemd.

## Surveyor General
In 1815 werd Colin Mackenzie benoemd tot hoofd van de Survey, als eerste met de titel "Surveyor General of India". Sinds 2017 is luitenant-generaal Girish Kumar de (58e) Surveyor General.

## Kaarten
De Survey of India produceert veel soorten kaarten van (delen van) India. Enkele daarvan zijn vrij verkrijgbaar, doch topografische kaarten kunnen alleen door ingezetenen worden aangeschaft. Deze mogen niet worden geëxporteerd. Het is in India bij wet verboden andere landsgrenzen te hanteren dan die door de Survey zijn aangegeven.
Verder houdt de dienst zich onder meer bezig met spellingswijzen van plaatsnamen, kadastrale taken en het produceren van getijdentabellen voor de 44 belangrijkste havens van het Indisch subcontinent - binnen en buiten India.